# Félix Sesúmaga
Félix Sesúmaga Ugarte conosciuto semplicemente come Sesúmaga (Lejona, 12 ottobre 1898 – Lejona, 23 agosto 1925) è stato un calciatore spagnolo, di ruolo difensore.

## Palmarès

### Club

#### Competizioni regionali
- Campeonato Norte: 1

Arenas Getxo: 1916-1917
- Campionato catalano: 3

Barcellona: 1918-1919, 1919-1920, 1920-1921
- Campionato basco: 1

Athletic Bilbao: 1922-1923

#### Competizioni nazionali
- Coppa di Spagna: 3

Arenas Getxo: 1919
Barcellona: 1920-1921
Athletic Bilbao: 1922-1923

### Nazionale
- Argento olimpico: 1

Anversa 1920